# 트로이 행성
트로이 행성은 항성 주위를 도는 무거운 천체의 L4와 L5 라그랑주 점에 존재하는 행성을 의미한다. 여기서 무거운 천체란 가스 행성 또는 주성보다 작은 동반성일 수 있다.
현재 밝혀진 트로이 행성은 아직 없기 때문에, 이들의 존재는 순수하게 이론에 의해 추측한 것이다. 그러나 토성의 위성 몇몇에는 작은 트로이 위성들이 있으며, 목성 궤도상에는 목성 트로이군이 무리를 지어 목성을 따라다니고 있다.

## 같이 보기
- 트로이 소행성군
- 트로이 위성
- 트로이군
- 라그랑주 점에 있는 천체 목록
- 라그랑주 점
- 테이아 (천체)